# State Radio

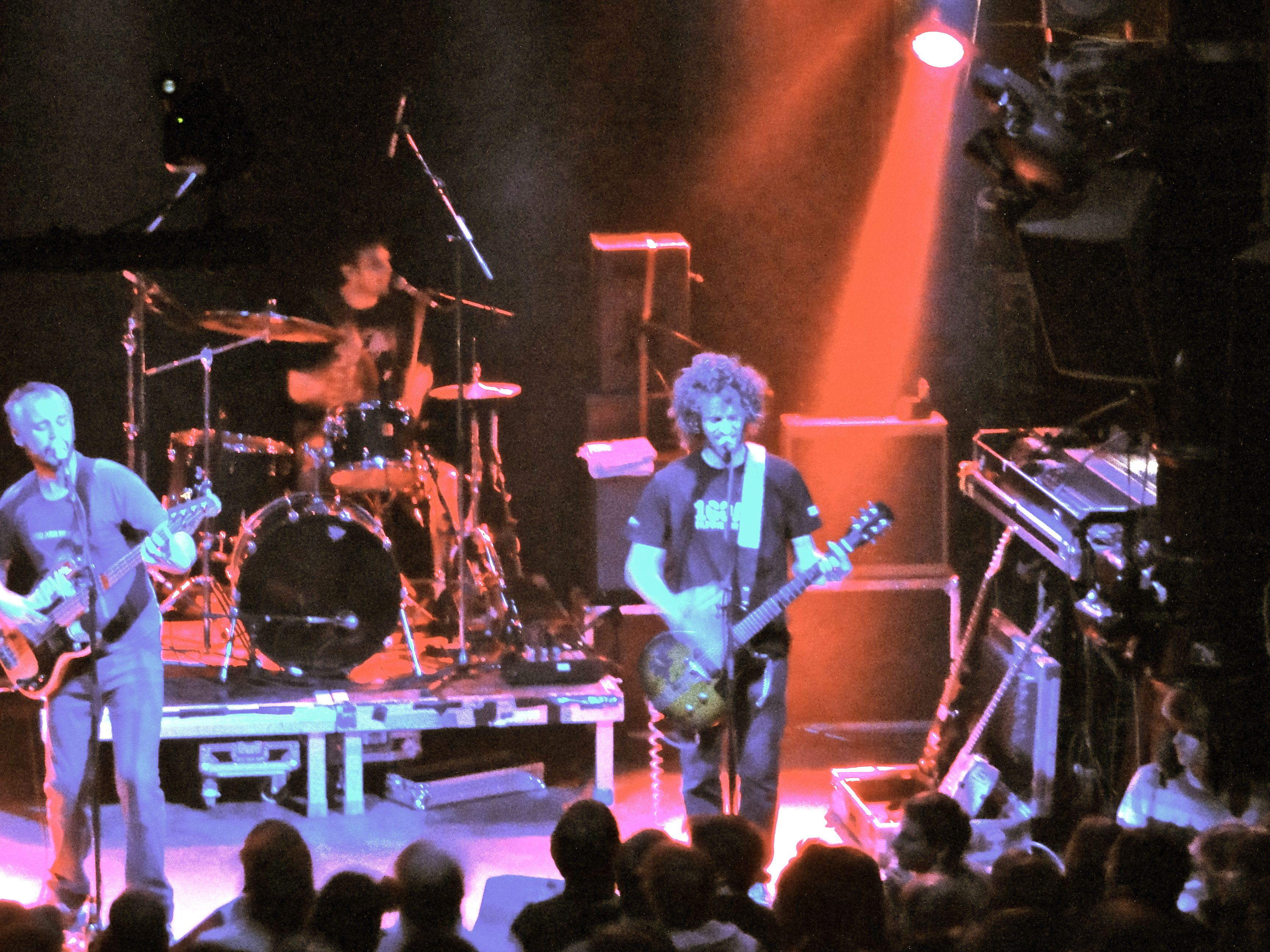
State Radio (2010)

State Radio is een door Chad Urmston gevormde rockband uit Massachusetts, Verenigde Staten. De band is gevormd in 2002 nadat de band Dispatch aankondigde er tijdelijk mee te gaan stoppen. Chad maakte één ep getiteld "Flag of the Shiners", voordat hij de rest van de band's line-up vaststelde en optredens begon te geven. Het eerste album van de band, Us Against the Crown, werd uitgebracht op 7 februari 2006, hoewel het al een paar maanden eerder op internet had gestaan.
De huidige bandleden zijn:
- Chad Urmston (Zang, gitaar, 2002 - heden)
- Chuck Fay (Basgitaar, 2002 - heden)
- Mike Najarian (Drums, 2006 - heden)